# Bildnis des Dichters Zacharie Astruc
Das Bildnis des Dichters Zacharie Astruc ist ein 1866 entstandenes Porträtgemälde von Édouard Manet. Das in Öl auf Leinwand gemalte Bild hat eine Höhe von 90,5 cm und eine Breite von 116 cm. In der komplexen Bildkomposition verbindet Manet die Darstellung seines Freundes Zacharie Astruc mit den Elementen eines Stilllebens und einer Interieurszene. Vorbilder für das Porträt finden sich sowohl im Werk von Tizian, wie in der niederländischen Kunst des 16. Jahrhunderts. Die gemeinsamen kulturellen Interessen von Maler und Modell für die japanische und die spanische Kunst werden durch zahlreiche Bildobjekte verdeutlicht. Das Bildnis gehört zu einer Reihe von Literatenporträts, die Manet in den 1860er Jahren schuf und die von wechselseitiger Wertschätzung und Freundschaft zeugen. Das Gemälde gehört zur Sammlung der Kunsthalle Bremen.

## Bildbeschreibung
Das Bildnis seines Freundes Zacharie Astruc malte Manet im Querformat; für ein Porträt wäre hingegen – auch im 19. Jahrhundert – ein Hochformat üblich gewesen. Die Komposition lässt sich – je nach Betrachtung – in zwei, drei oder gar vier Bildbereiche aufteilen. Auf der in dunklen Tönen gemalten rechten Seite findet sich das eigentliche Porträt, das etwa zwei Drittel des Bildes einnimmt. Auf der deutlich kleineren linken Seite zeigt Manet ein Stillleben und dahinter den Blick in einen lichtdurchfluteten Raum. Demnach stehen sich zum einen zwei unterschiedliche helle Bildseiten gegenüber; zum anderen lässt sich das Gemälde in die drei Bereiche Porträt, Stillleben und Interieur gliedern. Der Kunsthistoriker George Mauner unterteilte das Porträt nochmals in Astrucs Körper und Kopf und kam so auf vier zu unterscheidende Bildbereiche.
Der Porträtierte nimmt nicht das Zentrum des Gemäldes ein, sondern ist in die rechte Bildhälfte gerückt, wo er als Halbfigur vor einer bildparallelen dunklen Wand erscheint. Er sitzt in einem leicht nach rechts gedrehten Lehnstuhl dem Bildbetrachter nahezu frontal gegenüber und blickt mit weit geöffneten Augen nach vorn. Das elfenbeinfarbene Inkarnat des Gesichts wird gerahmt vom gepflegten dunklen Vollbart und dem nach hinten gekämmten welligen Kopfhaar. Der Porträtierte trägt einen schwarzen Anzug, an dessen Ärmel und Hals ein weißes Hemd hervorschaut. Am Kragen bildet eine locker gebundene schwarze Schleife den Abschluss. Die geöffnete Jacke gibt den Blick frei auf die darunter getragene Weste, deren unteren Knöpfe nicht geschlossen sind. Hervorgehoben wird die Bauchpartie durch einen leuchtend-roten Stoff, der wie ein Kummerbund erscheint. Ein etwas dunklerer roter Stoff liegt zudem auf dem rechten Oberschenkel. Zu den wenigen Farbakzenten der rechten Bildseite gehört weiterhin die dunkelrote Polsterung der Stuhllehne. Eine Reihe von Details sind durch das Nachdunkeln der Teerfarbe nur schwer zu erkennen, beispielsweise die unterschiedlichen Konturen der Anzugdetails oder Astrucs langen Locken. Auch der drapierte Vorhang in der rechten oberen Ecke hebt sich kaum vom tiefbraunen Hintergrund ab. Neben dem Gesicht stechen die beiden Hände als helle Flächen aus dieser dunklen Bildseite heraus. In der Manier eines Napoleon steckt Astrucs rechte Hand in der Weste, wobei der Daumen freiliegt und nach oben zeigt. Die sehr viel skizzenhafter gemalte linke Hand hängt von der Stuhllehne locker nach unten. Insbesondere die Ausführung der linken Hand führte bei Kunsthistorikern zu unterschiedlichen Bewertungen. So führte Gotthard Jedlicka aus, Manet habe „mit grauen, flüchtigen Strichen“ „die Umrisse der Finger angegeben“ und somit die „wie ein Richtungspfeil“ wirkende Hand „mit großartiger Freiheit gemalt“. Für Jedlicka wird durch die Haltung der Hand Astrucs „Wesen gekennzeichnet“. Petra Buschhoff-Leineweber wies ebenfalls auf das Non-finito der linken Hand hin. Für sie „rhythmisierte und dynamisierte“ Manet dadurch „die Komposition und sensibilisierte den Betrachter so für die verschiedenen Realitätsebenen des Werkes“. Françoise Cachin merkte an, „die flüchtig gemalte Hand“ scheine „nach vorn zu drängen“, „als solle sie auf eine provokante Nachlässigkeit des Künstlers Aufmerksamkeit machen.“ Zugleich wies sie darauf hin, dass „die häufige Ansicht, Manet sei nicht imstande gewesen, Hände zu malen“ nicht zutreffend sei. Hätte Manet auf die skizzenhafte „Behandlung nebensächlicher Bildgegenstände“ verzichtet, so „wäre die Aufmerksamkeit von dem schönen Gesicht abgelenkt“ worden.
Auf der kleineren linken Bildseite zeigt Manet „ein sehr farbiges Stilleben“ und ein in „strahlendes Sonnenlicht getauchtes Zimmer“. Im unteren Bereich sind „zahlreiche Gegenstände verschiedener Herkunft“ zu einem Stillleben arrangiert. Diese Objekte liegen auf einem Tisch mit roter Tischdecke, die mit einem bunten Blumendekor verziert ist. Das Tischtuch wird auch als „japanische Seidendecke“ oder „Wandteppich“ bezeichnet. Auf dem Tisch steht ein rotlackierts Tablett, wie sie aus Japan bekannt sind. Darauf befindet sich ein vom linken Bildrand angeschnittenes Wasserglas, eine danebenliegende spiralförmig halbgeschälte Zitrone sowie ein Messer. Dahinter sind auf dem Tisch einige ältere Bücher mit braunem Ledereinband gestapelt. Dazwischen und auf dem Tisch vor Astruc liegen verschiedene neuere Publikationen, die an den bei den Verlegern seinerzeit beliebten giftgrünen und gelben Einbänden erkennbar sind. Am nächsten zu Astruc liegt zuunterst ein grün-broschürtes Buch, das als 1823 gedrucktes japanisches Holzschnittbuch Ehon Fujibakama von Yanagawa Shigenobu identifiziert wurde. Auf dem Umschlag steht Manets Widmung „au poète / Z. Astruc / son ami / Manet / 1866“ (dem Dichter / Z. Astruc / sein Freund / Manet / 1866). Zwei helle Federkiele hinter dem Bücherstapel weisen – wie die Bücher selbst – auf Astrucs Tätigkeit als Schriftsteller hin.
Oberhalb des mit großer Sorgfalt detailreich ausgeführten Stilllebens richtet sich der Blick auf eine flüchtig skizzierte Interieurszene. Zu erkennen ist die Rückenfigur einer Frau im grauen Kleid, die über die Brüstung einer Fensters lehnt und „vielleicht auf eine Straße hinunter“ schaut. Ob es sich bei der weiblichen Figur um Astrucs Frau handelt, wie Adolphe Tabarant und andere Kunsthistoriker vermuteten, ist ungesichert. Rechts von der Frau hängt ein bodenlanger grüner Vorhang, der sie von einem Arrangement aus braunem Schaukelstuhl, einer auf einem weiteren Stuhl abgestellten Gitarre und einer Blumenvase auf einer Brüstung trennt. Die Gitarre kann als Hinweis auf die gemeinsame Spanienbegeisterung von Manet und Astruc gelesen werden. Die Interieurszene des Gemäldes hat Kunsthistoriker zu drei unterschiedlichen Interpretationsvarianten gebracht. Naheliegend erscheint ein „Durchblick in einen anderen Raum“. Dagegen spricht die Position des Tisches, der den Durchgang in den Nachbarraum versperren würde. Alternativ könnte die Frau am Fenster in einem Spiegel zu sehen sein, wozu der Goldrahmen rechts passen würde, der für eine Türeinfassung unüblich ist. Bei einem Spiegelbild hielte sich die Frau „im Blickfeld des Mannes auf, der an uns vorbeischaut“. Als Argument gegen die Spiegeltheorie merkte Françoise Cachin an, es würden die Reflexbilder fehlen. So müssten beispielsweise die Federkiele auch als Spiegelbild sichtbar sein. Für Cachin ist daher die wahrscheinlichere Variante, dass die Interieurszene ein Gemälde als Bild im Bild darstellt, wozu der Goldrahmen ebenfalls passen könnte. Da ein solches Gemälde im Œuvre Manets nicht bekannt ist, hatte Astrucs Biografin Sharon Fletscher vorgeschlagen, es könnte sich um ein nicht erhaltenes Werk von Zacharie Astruc handeln. Interieurszenen – vor allem als Aquarellbilder – sind zwar im Werk von Astruc bekannt, jedoch schuf er diese erst viele Jahre später. Cachin vermutet daher, dass das Bild im Bild ein fiktives Gemälde von Manet ist.
Die verschiedenen Bildbereiche sind durch eine Reihe von Anknüpfungspunkten miteinander verbunden. So bezieht sich das Rot der Tischdecke auf Astrucs Bauchbinde, die dunklen Ledereinbände der Bücher und der braune Schaukelstuhl knüpfen an die dunkle Wandfarbe hinter Astruc an und die hellen Bücher im Stillleben und die helle Raumsituation dahinter finden ihr Gegenüber in den hellen Flächen von Gesicht und Händen des Porträts. Der Kunstkritiker Karl Scheffler stellte bereits 1913 fest: „Es ist überraschend, wie zwei Bilder zu einem geworden sind, wie die helle und die dunkle Hälfte, motivisch sich ergänzend, zusammenklingen.“ Werner Hofmann merkte zu den verschiedenen Bildbereichen an: „Im Bildnis des Dichters Astruc handhabt Manet die Montages ebenso kühn wie verwirrend.“ Zugleich stellte er fest: „In unerhörter Weise werden Vordergrund und Hintergrund als ungleiche Gewichte akzentuiert und doch zu einem Balanceakt verbunden.“ Der in Worpswede tätige Maler Curt Stoermer lobte den „so spontan wirkende(n) Übergang von einer großen vereinfachten Behandlung in fein differenziert gemalte Teile des Bildes.“ Der französische Kunstkritiker Étienne Moreau-Nélaton urteilte „ein bezauberndes Pinselspiel hat dieses Bildnis berührt“ Sein deutscher Kollege Hans Rosenhagen stellte abschließend fest: „Welche Einfachheit, welche Kraft, welche außerordentliche Kunst!“

## Datierung
Die Museumsdirektorin Françoise Cachin wies 1991 darauf hin, dass Kunsthistoriker hinsichtlich des Entstehungsjahres von Manets Bildnis Zacharie Astruc geteilter Meinung seien. Dies ist umso erstaunlicher, da Manet im Gemälde unter der Signatur die Datierung 1866 angebracht hat. Diese Datierung ist jedoch heute auf dem nachgedunkelten Bild mit bloßem Auge nur schwer erkennbar. Neben der im Bild vermerkten Datierung bezeugen zudem frühe schriftliche Quellen das Entstehungsjahr 1866. So erschien bereits direkt nach Manets Tod die Angabe 1866 im Inventarverzeichnis seines Patenkindes Léon Leenhoff. Dennoch kam es – möglicherweise aus stilistischen Einordnungen – bei verschiedenen Autoren zu früheren Datierungen. So war im Berliner Ausstellungskatalog 1928 der Entstehungszeitraum 1863/1864 vermerkt und der Kunsthistoriker Kurt Liebmann nannte ein halbes Jahrhundert später das Entstehungsjahr 1863. Eine Reihe weiterer Autoren legten sich auf das Jahr 1864 fest, darunter die Verfasser der Werkverzeichnisse von 1932 und 1975. In der neueren Literatur hat sich hingegen die zeitliche Einordnung 1866 durchgesetzt. Hierzu trug nicht zuletzt die 1978 veröffentlichte Astruc-Biografie von Sharon Flescher bei, die eingehend die Korrespondenz des Dargestellten mit Manet gesichtet hatte und damit belegen konnte, dass das Gemälde erst im Jahr nach Manets Spanienreise von 1865 geschaffen wurde.

## Provenienz
Zur frühen Provenienz des Gemäldes gibt es sich teilweise widersprechende Angaben. Die Kunsthistorikerin Françoise Cachin hat vermutet, die Widmung „son ami Manet“ im Bild sei ein Hinweis darauf, das Gemälde sei ein Geschenk von Manet an Astruc gewesen. Hierzu passt die Anmerkung von Émile Zola, das Bild habe sich 1866 nicht mehr im Atelier des Künstlers befunden. Manets Biograf Adolphe Tabarant berichtete davon, dass Astrucs Frau das Porträt ihres Mannes missfiel. Möglicherweise ging es daher wieder zurück an Manet, in dessen Atelierbestand es sich nach seinem Tod 1883 befand. Julius Meier-Graefe behauptete hingegen, Manet habe das Bild noch zu Lebzeiten für 1000 Franc an den Bariton und Kunstsammler Jean-Baptiste Faure verkauft. Dem steht die Angabe von Tabarant gegenüber, der vermerkte, Manets Witwe Suzanne habe das Gemälde 1895 für 1800 Franc an den Kunsthändler Paul Durand-Ruel verkauft. Meier-Graefe hingegen gab einen Verkauf des Bildes von Faure an Durand-Ruel an, bei dem es 1899 für 8000 Franc den Besitzer gewechselt haben soll. In der Kunsthandlung Durand-Ruel ist das Bild seit mindestens 30. Januar 1899 nachweisbar und verblieb dort bis 1908. Über den Berliner Kunstsalon Paul Cassirer kam das Gemälde nach Deutschland und wurde am 19. Dezember 1908 für die von Gustav Pauli geleitete Kunsthalle Bremen erworben. Der Kaufpreis von 21.000 Mark war ein Geschenk von Kunstfreunden und des Galerievereins zu Ehren des Mäzens und Vorsitzenden des Kunstvereins Carl Schütte.